# Mãe Hulda (filme de 2008)
Frau Holle (bra: Mãe Hulda) é um filme de conto de fadas alemão de 2008 dirigido por Bodo Fürneisen com roteiro de Marlis Ewald. É adaptação do conto de fadas dos Irmãos Grimm, Frau Holle. Faz parte da saga de filmes de conto de fadas Sechs auf einen Streich, que foi transmitida pelo canal de televisão alemã Das Erste na programação de Natal de 2008. O papel-título é interpretado por Marianne Sägebrecht, Herbert Feuerstein é o narrador Timor, Lea Eisleb é Maria, Camille Dombrowsky é Luise e Johanna Gastdorf a mãe. 
No Brasil, o filme é intitulado como Mãe Hulda fazendo parte da série de filmes Melhores Contos de Grimm e Andersen. Foi transmitido pelo canal de televisão aberta na TV Cultura, lançado em 27 de fevereiro de 2016.

## Sinopse
Era uma vez em uma vilazinha, onde vivia uma viúva com suas duas filhas. As filhas eram muito diferentes, é difícil de imaginar. Maria, a mais velha, amigável e trabalhadora ajudava a mãe como podia. Luise, no entanto, passava o dia ociosamente, era mimada e preguiçosa. Em um dia de festa na aldeia, enquanto a música tocava e todo mundo se divertia, Maria estava sentada trabalhando, girando a roca até seus dedos ficarem doloridos. Acidentalmente espetou seu dedo na agulha, manchando assim toda a linha fiada. Sem outra escolha, ao tentar lavar o carretel no poço ao seu lado acaba caindo. Quando acorda se depara em um imenso jardim florido no mundo de "Mãe Hulda", uma verdadeira terra dos sonhos.

## Elenco
- Lea Eisleb como Maria
- Marianne Sägebrecht como Mãe Hulda
- Camille Dombrowsky como Luise
- Herbert Feuerstein como Timor, o narrador
- Johanna Gastdorf como mãe de Marie e Luise
- Yoshij Grimm como Sebastian
- Valentin Kranz como Frieder
- Peter Prager como Padeiro Johann
- Patrick Dreikauss como Corvo Gustav
- Franziska Troegner como senhora

## Filmagens
As filmagens ocorreram em setembro e outubro de 2007 na vila de Spreewald, em Lehde, especialmente no museu de Spreewald, em Lehde, em Brandenburgo, e nos estúdios da Havel, em Berlim. A primeira transmissão ocorreu em 25 de dezembro de 2008. Por um longo tempo, Hulda foi o único filme da série que havia sido produzido para a temporada anual um ano antes. Isso mudou com "Das Märchen vom Schlaraffenland" ("A História da Terra do Leite e do Mel") e "Hans im Glück" ("João Felizardo", conto de fadas) para a temporada de 2016.
Na elaboração do conto de fadas, alguns personagens foram inventados para dar à história características humorísticas: tanto o padeiro e quanto a senhora não são representados no original, nem o corvo falante. Além disso, nessa versão Maria e Luise são irmãs de verdade e não meia-irmãs como no conto. Ao contrário do original, há um final feliz para Luise porque ela não é permanentemente desfigurada pela má sorte. O mundo dos sonhos em "Terra da Mãe da Hulda" foi criado com a ajuda da tecnologia de truques digitais usando o processo de tela azul.